# Kis János (filozófus)
Kis János (Budapest, 1943. szeptember 17. –) magyar liberális filozófus, az SZDSZ alapító tagja és első elnöke. A publicisztikai zsargon által Lukács-óvodának nevezett csoport tagja, vagyis Lukács György marxista filozófus tanítványainak (budapesti iskola) tanítványa.

## Élete
Édesapját csecsemőkorában, a háború alatt elvesztette, ugyanis zsidó származása miatt koncentrációs táborba deportálták, ahonnan nem jött haza. A holokauszt áldozata lett két anyai nagybátyja is.
Először a híres magyar-orosz tanítási nyelvű Gorkij Iskolában tanult, amelybe egyszerre jártak a kommunista vezetők privilegizált helyzetű gyermekei és olyan később fontos személyiséggé fejlődő, gyakran kifejezetten a rendszer ellenzékévé váló diákok, mint maga Kis János, Angelusz Róbert, Halász Péter, Garai László, Komoróczy Géza. Az iskolát, amely korábban a Szent István Gimnázium épületét foglalta el 1956 után bezárták, tanulói a Radnóti Miklós Gimnáziumba kerültek. Kis János is ott érettségizett 1962-ben. 1967-ben az Eötvös Loránd Tudományegyetem Bölcsészettudományi Karán szerzett filozófusi diplomát.
Pályája elején, az 1960-as években marxista, lukácsista nézeteket vallott. Az 1980-as évektől viszont már a baloldal radikális individualista szárnyának képviselője, az emberijogi liberalizmus teoretikusa. Az állampárti diktatúra idején elméleti kontextusban vizsgálódik, a rendszerváltás után gyakorlati kérdésekkel is szembekerül munkáiban. Előadója volt az 1980 körül működött „repülő egyetemnek”, a Hétfői Szabadegyetemnek.
Tudományos alapon kritizálta a marxizmust, a válasz azonban nem tudományos volt: az úgynevezett filozófusperben kizárták az MSZMP-ből, elbocsátották az MTA Filozófiai Intézetéből és szilenciumra ítélték. Szabadúszó fordító lett, a demokratikus ellenzék egyik vezéralakjaként fontos szerepe volt a rendszerváltást megelőző olyan nagy jelentőségű kezdeményezésekben, mint az 1981-ben megjelent Beszélő folyóirat, amelynek szamizdat korszakában vezető szerkesztője volt, 1990-91-ben már legálisan szerkesztőbizottsági elnöke. 1985-ben részt vett a monori találkozón és referátumot tartott „Korlátainkról és lehetőségeinkről” címmel.
Az 1980-as évektől kezdve külföldön és Magyarországon is aktív oktatói és tudományos tevékenységet folytatott. 1988–89-ben a New York-i Új Társadalomtudományi Főiskola vendégtanára. 1996-ban a New York-i Egyetem vendégtanára volt. 1992-től a Közép-európai Egyetem (CEU) tanára.
A napi politikában a rendszerváltás kezdetétől 2002-ig szerepelt. 1988-ban a Szabad Kezdeményezések Hálózatának ügyvivője. Majd 1991-ig a Szabad Demokraták Szövetségének ügyvivője.
1990–1991-ben az SZDSZ első elnöke, majd 1999-ig a párt országos tanácsának tagja. 2002-ben kilépett a pártból.
Gyakran publikál a Beszélőben és az Élet és Irodalomban.
Első felesége Hegedüs Zsuzsa szociológus volt. Második felesége Fridli Judit szociológus, műfordító, a Társaság a Szabadságjogokért elnevezésű civil szervezet egyik alapítója.

## Főbb művei
- Hogyan lehetséges kritikai gazdaságtan? (Bence Györggyel és Márkus Györggyel közösen) (1973)
- A szovjet típusú társadalom marxista szemmel (Bence Györggyel közösen, Marc Rakovski álnéven) (1977)
- Vannak-e emberi jogaink? (1986)
- Politics In Hungary. For a Democratic Alternative (1989)
- Az abortuszról. Érvek és ellenérvek (1992)
- Az állam semlegessége, Atlantisz Könyvkiadó, Budapest, 1997 (East-European Non-Fiction), ISBN 9637978917
- Alkotmányos demokrácia (2000)
- Vannak-e emberi jogaink? (2003)
- A politika mint erkölcsi probléma (2004)
- Időnk Eörsivel; összeáll., szerk. Kis János és Kőrössi P. József; Noran, Bp., 2007
- Politics as a moral problem (A politika mint erkölcsi probléma); angolra ford. Miklósi Zoltán; New York–Bp., CEU Press, 2008
- Mi a liberalizmus? Esszék, tanulmányok, 1985–2014; Kalligram, Pozsony, 2014 (Kis János válogatott művei)
- Az állam semlegessége; 2. bőv. kiad.; Kalligram, Pozsony,  2015 (Kis János válogatott művei)
- A politika mint erkölcsi probléma; Kalligram, Bp., 2017 (Kis János válogatott művei)
- Alkotmányos demokrácia. Régebbi és újabb közelítések; Kalligram, Bp., 2019 (Kis János válogatott művei)
- Szabadságra ítélve. Életrajzi beszélgetések Meszerics Tamással és Mink Andrással; Kalligram, Bp., 2021 (Kis János válogatott művei)

### Interjúk
- Ördögi Körök[halott link], Heti Válasz interjú, 6. évfolyam 45. szám, 2006. november 9.
- „Az erkölcsi ítéletalkotás része a politikának”, Kis Jánossal Révész Sándor és Mink András beszélgetett, Beszélő, 2004. június 6.
- Tanácstalanul, Hetek interjú, XII. évfolyam, 3. szám, 2008. január 18. (Hozzáférés: 2008. szeptember 28.)
- „Zsidónak lenni ténykérdés” – Interjú Kis Jánossal, Szombat.org, 2005. május 5. (Hozzáférés: 2011. január 27.
- Tamás Gáspár Miklós: Ecsetvonások Kis János arcképéhez - Beszélő 3. évfolyam 44. szám, Évfolyam 3,

Tamás Gáspár Miklós